# Qumar Aqsaqalow
Qumar Irgebajuly Aqsaqalow (kasachisch Құмар Іргебайұлы Ақсақалов Qūmar Irgebaiūly Aqsaqalov, russisch Кумар Иргибаевич Аксакалов Kumar Irgibajewitsch Aksakalow; * 24. August 1965 in Leninskoje, Kasachische SSR) ist ein kasachischer Politiker.

## Leben
Aqsaqalow wurde 1965 in Leninskoje (heute: Usynköl) im heutigen Audan Usynköl im Gebiet Qostanai geboren. Er absolvierte ein Studium am Institut für Agraringenieure in Moskau, das er 1987 mit einem Abschluss als Maschinenbauingenieur verließ.
Seine berufliche Laufbahn begann er nach seinem Hochschulabschluss in einem landwirtschaftlichen Staatsbetrieb im heutigen Audan Saryköl. Zwischen 1989 und 1991 war er erster Sekretär des Bezirkskomitees des Kommunistischen Jugendverbandes. In den darauffolgenden Jahren war er in leitenden Positionen bei verschiedenen Landwirtschaftsbetrieben in der Region Qostanai tätig.
Ab 1998 hatte er zum ersten Mal ein politisches Amt inne; er war bis 2002 Äkim des Audan Mengdiqara und anschließend bis 2004 Äkim des Audan Taran. Danach war er Staatsinspektor in der kasachischen Präsidialverwaltung. Von 2006 bis 2010 war Aqsaqalow stellvertretender Äkim (Gouverneur) des Gebietes Schambyl. In den folgenden Jahren hatte er verschiedene Funktionen und Positionen in der Präsidentenpartei Nur Otan inne und von 2015 bis 2017 war er stellvertretender Leiter der Präsidialverwaltung. Am 14. März 2017 wurde er zum Äkim des Gebietes Nordkasachstan ernannt.
Seit dem 1. Dezember 2022 ist er Äkim des Gebietes Qostanai.